# Акинезия
Акинезия (греч. ἀκῑνησία от а — отрицательная частица и kínēsis — движение) — невозможность произвольных движений или их изменения по силе, объёму, скорости вследствие параличей, неподвижности суставов (анкилоз) или болей.
Данное заболевание связано с последствиями поражения глубинных структур мозга, лобных областей, контролирущих тонус мышц и отвечающих за движение, при кататонических состояниях, депрессивном ступоре, метаболических энцефалопатиях и миопатиях, ассоциированных чаще с тяжелыми видами недостаточности почек (уремический кататонический синдром), печени (печеночная депрессивная акинезия), кроветворения (тяжело протекающие виды анемий гемолитических, пернициозных, апластических, лучевой болезни и гемобластозов), дыхания (гипоксическая энцефалопатия), при некоторых тяжело протекающих инфекциях и интоксикациях, характеризующиеся поражением этих органов. Возможен летальный исход из-за нарушения работы сердечно-сосудистой и/или дыхательной систем.
Акинезия психического генеза может быть симптомом истерии, психастении.
Возможно употребление данного термина в случаях двигательной дисфункции сперматозоидов (некроспермия).